# Le Diable au collège
Pour plus de détails, voir Fiche technique et Distribution.
Le Diable au collège (Il diavolo va in collegio) est un film italien réalisé par Jean Boyer et sorti en 1944.

## Fiche technique
- Titre : Le Diable au collège
- Titre original : Il diavolo va in collegio
- Réalisation : Jean Boyer
- Scénario : Jean Boyer et Achille Campanile, d'après l'opérette Mam'zelle Nitouche (livret de Henri Meilhac et Albert Millaud)
- Dialogues : Achille Campanile et Franco Zenin
- Photographie : Charles Suin
- Décors : Robert Gys
- Costumes : Marcel Escoffier
- Son : Ovidio Del Grande
- Musique : Eldo Di Lazzaro et Hervé
- Montage : Jacques Desagneaux
- Pays de production :  Royaume d'Italie
- Production : Excelsa Film
- Durée : 83 minutes
- Date de sortie : France, 3 novembre 1944

## Distribution
- Lilia Silvi : Graziella
- Leonardo Cortese : Rodolfo Poggi et Marcello Mari
- Greta Gonda : Nora Nori
- Giacento Molteni
- Guglielmo Barnabò
- Liana Del Balzo 	...
- Vittorina Benvenuti
- Anna Capodaglio
- Giannina Gobbi
- Olinto Cristina
- Lea Migliorini
- Giuseppe Pierozzi
- Aldo Pini
- Emilio Petacci
- Peppino Spadaro